# Bernard VII d'Anhalt-Zerbst
Pour les articles homonymes, voir Bernard VII.
Bernard VII d'Anhalt-Zerbst (né le 17 mars 1540 à Dessau - mort le 1er mars 1570 à Dessau) est un prince d'Anhalt de la maison d'Ascanie.

## Biographie
Bernard était le fils cadet du prince Jean V d'Anhalt-Zerbst de son mariage avec Marguerite (1511-1577), fille du prince-électeur Joachim Ier Nestor de Brandebourg. Un des parrains du jeune prince est Martin Luther lui-même. Bernard parfait sa formation en effectuant en 1561 un Grand Tour à travers l'Italie. Après la mort de son père, il hérite conjointement avec ses frères Charles Ier et Joachim-Ernest mais comme ils sont encore mineurs ils sont placés sous la tutelle de leur oncle Georges III d'Anhalt-Dessau.
Bernard VII réside à Dessau, Joachim-Ernest à Roßlau et Charles à Zerbst. Charles meurt le premier dès 1561. Après la mort de leur oncle Georges III en 1553 et la renonciation de leur cousin Wolfgang d'Anhalt-Köthen en 1562 Bernard VII et son frère Joachim-Ernest réunifient l'Anhalt. En 1563, Bernard VII effectuent un partage de leurs possessions avec son frère et il reçoit : Dessau, Zerbst, Plötzkau, Lippene, Lindau, Warmsdorf et plus tard Coswig et Wörlitz. Après la mort de Bernard VII, son patrimoine revient à son frère Joachim-Ernest, qui réussit ainsi à réunir l'ensemble du pays d'Anhalt entre ses mains.

## Union et postérité
Le 18 mai 1565, Bernard VII épouse à Dessau Claire (1550-1598), fille du duc François de Brunswick-Lunebourg. L'enfant unique de cette union, François Georges, né le 17 octobre 1567, meurt à Zerbst le 7 septembre 1568 moins d'un an plus tard.